# The New Dinosaurs: An Alternative Evolution
The New Dinosaurs: An Alternative Evolution (v překladu Noví dinosauři: alternativní evoluce) je kniha skotského geologa a paleontologa Dougala Dixona z roku 1988. Nabízí spekulativní pohled na možné přežití neptačích dinosaurů do třetihor a jejich následnou pokračující evoluci. Dixon podává jednu z možných variant, jak by evoluce dinosaurů probíhala, kdyby nevyhynuli před 65 miliony let následkem katastrofy na konci křídy. Na svou dobu šlo o velmi novátorské pojetí paleontologické problematiky, kniha však byla také kritizována Dixonovými kolegy kvůli přílišné spekulativnosti a některým faktickým chybám. Především jeho zobrazení nelétavých ptakoještěrů je zřejmě chybné, stejně jako některé anatomické detaily u jeho hypotetických přežívajících dinosaurů.